# Rally Cataluña de 1974
El Rally Cataluña de 1974, oficialmente 10.º Rally Cataluña-5.º Rally de las Cavas Trofeo Segura Viudas, fue la décima edición y la decimocuarta ronda de la temporada 1974 del Campeonato de España de Rally. Se celebró del 23 al 24 de noviembre.

## Recorrido
| Día     | Tramo | Nombre              |
| ------- | ----- | ------------------- |
| Etapa 1 | TC1   | El Suro             |
| Etapa 1 | TC2   | Rellinas            |
| Etapa 1 | TC3   | Estenalles          |
| Etapa 1 | TC4   | Gallifa             |
| Etapa 1 | TC5   | Collformich         |
| Etapa 1 | TC6   | Collsaplana         |
| Etapa 1 | TC7   | Montseny            |
| Etapa 1 | TC8   | Col de Ravella      |
| Etapa 2 | TC9   | Enclusa-Collsaplana |
| Etapa 2 | TC10  | El Condreu          |
| Etapa 2 | TC11  | La Trona            |
| Etapa 2 | TC12  | Coll de Marolia     |
| Etapa 2 | TC13  | Puig Sobira         |
| Etapa 2 | TC14  | La Mina             |
| Etapa 2 | TC15  | Gironella-Casserres |
| Etapa 2 | TC16  | Las Forcas          |

## Clasificación final
| Pos. | Piloto                   | Copiloto                   | Automóvil                | Tiempo  | Diferencia |
| ---- | ------------------------ | -------------------------- | ------------------------ | ------- | ---------- |
| 1.   | Marc Etchebers           | Marie-Christine Etchebers  | Porsche 911 Carrera RS   | 3:07:26 | 0.0        |
| 2.   | Juan Carlos Pradera      | Ricardo Comyn              | SEAT 1430-1800           | 3:08:17 | +0:51      |
| 3.   | Salvador Cañellas        | Víctor Sabater             | SEAT 1430-1800           | 3:10:36 | +3:10      |
| 4.   | Manuel Juncosa           | Francisco Xavier Casanovas | SEAT 1430-1800           | 3:13:27 | +6:01      |
| 5.   | Salvador Servià          | Massanas                   | SEAT 1430-1600           | 3:20:15 | +12:49     |
| 6.   | Jean-Sébastien Coulomiès | Cathérine Coulomiès        | Alpine-Renault A110 1600 | 3:20:23 | +12:5      |
| 7.   | Christian Nahon          | Jean-Louis Alric           | Renault 12 Gordini       | 3:25:04 | +17:37     |
| 8.   | Antoni Puigdellivol      | Santi Villalonga           | Alpine-Renault A110 1800 | 3:28:01 | +20:34     |
| 9.   | Juan Ignacio Villacieros | José Zorita                | Alpine-Renault A110 1600 | 3:29:26 | +21:59     |
| 10.  | Luis Juvanteny           | Jordi Sales                | SEAT 1430-1800           | 3:40:52 | +33:26     |